# Norwegian International 2013
Die Norwegian International 2013 im Badminton fanden vom 14. bis zum 17. November 2013 in Sandefjord statt.

## Sieger und Platzierte
| Disziplin    | Gold                                | Silber                              | Bronze                                    |
| ------------ | ----------------------------------- | ----------------------------------- | ----------------------------------------- |
| Herreneinzel | Kasper Lehikoinen                   | Mark Caljouw                        | Marius Myhre                              |
| Herreneinzel | Kasper Lehikoinen                   | Mark Caljouw                        | Jordy Hilbink                             |
| Dameneinzel  | Mia Blichfeldt                      | Olga Golovanova                     | Jenny Wan                                 |
| Dameneinzel  | Mia Blichfeldt                      | Olga Golovanova                     | Anna Thea Madsen                          |
| Herrendoppel | Nikita Khakimov Vasily Kuznetsov    | Alexander Bond Mathias Weber Estrup | Karnphop Atthaviroj Gergely Krausz        |
| Herrendoppel | Nikita Khakimov Vasily Kuznetsov    | Alexander Bond Mathias Weber Estrup | Romain Eudeline Sylvain Ternon            |
| Damendoppel  | Julie Finne-Ipsen Rikke S. Hansen   | Olga Golovanova Viktoriia Vorobeva  | Lovisa Johansson Clara Nistad             |
| Damendoppel  | Julie Finne-Ipsen Rikke S. Hansen   | Olga Golovanova Viktoriia Vorobeva  | Maja Pavlinić Dorotea Sutara              |
| Mixed        | Vasily Kuznetsov Viktoriia Vorobeva | Alexander Bond Rikke S. Hansen      | Filip Michael Duwall Myhren Amanda Wallin |
| Mixed        | Vasily Kuznetsov Viktoriia Vorobeva | Alexander Bond Rikke S. Hansen      | Jeppe Ludvigsen Mai Surrow                |